# David Danskin
David Danskin (* 9. Januar 1863 in Burntisland, Fife, Schottland; † 4. August 1948 in Warwick, Warwickshire, England) war ein schottischer Maschinenbauer und Fußballspieler. Er gehörte zu den Gründungsvätern des Vereins „Dial Square Football Club“, der heute als FC Arsenal bekannt ist.
Danskin wuchs im schottischen Kirkcaldy auf, bevor er zur Mitte der 1880er-Jahre nach London zog, um dort Arbeit zu finden. Er heuerte in der Dial Square-Werkstatt des Rüstungsfabrikanten Royal Arsenal in Woolwich an und traf dort auf mehrere Fußballbegeisterte, darunter Jack Humble und mit Fred Beardsley und Morris Bates zwei ehemalige Spieler von Nottingham Forest. Danskin wird allgemein – gemeinsam mit Humble – als treibende Kraft hinter der Bildung der Fußballmannschaft aus der Arbeiterschaft als Dial Square Football Club angesehen. Er agierte fortan als Organisator, erstand für den Verein den ersten Ball und führte das Team in dem ersten Spiel gegen die Eastern Wanderers am 11. Dezember 1886, das Dial Square mit 6:0 gewann, als Mannschaftskapitän an.
Er kam auch weiterhin für Royal Arsenal, wie sich der Verein später nannte, in den folgenden drei Jahren regelmäßig zum Einsatz. Anschließend agierte er jedoch immer seltener, bis er 1893 endgültig mit dem Fußballspielen aufhörte. Als der Klub zu einem Profiverein wurde, sich der Football League anschloss und kommerzielle Wagnisse einging, brach Danskin seine Verbindung zu dem Verein vollständig ab.
Danskin eröffnete später in Plumstead ein eigenes Unternehmen im Fahrradbau, bevor er dann 1907 nach Coventry zog, um dort für Standard Motors zu arbeiten. In seinem späteren Leben hatte er verstärkt mit gesundheitlichen Problemen zu kämpfen, die vermutlich auch auf die erlittenen Verletzungen während seiner Fußballzeit zurückzuführen waren, und ging frühzeitig in die Pension. Dennoch war er noch einer der wenigen Gründungsmitglieder, die die erste Dominanzphase seines ehemaligen Vereins in den 1930er-Jahren miterlebten. Berichten zufolge erfreute er sich in seinem Krankenbett im Jahre 1936 an dem FA-Cup-Sieg, den er am Radiogerät mitverfolgte. Nach langjähriger Krankheit verstarb Danskin 1948 im Alter von 85 Jahren in einem Hospiz in Warwick.